# 王生铁
王生铁（1942年—），男，湖北仙桃人，中华人民共和国政治人物。

## 生平
1966年，担任中共沔阳县委书记。1983年，任中共荆州地委副书记、书记。1993年，任湖北省人民政府副省长、中共湖北省委副书记。2003年，担任湖北省政协主席。